# Not Now John
«Not Now John» es una canción del álbum de 1983 de Pink Floyd, The Final Cut. Es el único tema del LP con la voz de David Gilmour como la principal en las coplas; la de Roger Waters, se oye en el estribillo y en los interludios. Todas las demás canciones del disco son con la voz de Waters nada más. 
La canción Not Now John fue publicada como sencillo en forma modificada, con la palabra "fuck" (en inglés, "joder") menos resaltada. La canción fue también el único sencillo oficial del álbum, tras la publicación de When The Tigers Broke Free en 1982.

## Sentido de la canción
La letra, escrita por Roger Waters, trata de la guerra (en especial la guerra de Malvinas contra Argentina) y crítica hacia la primera ministra del Reino Unido Margaret Thatcher, así como críticas generales hacia la codicia y corrupción política que Waters vio como peligros hacia la sociedad. También habla de la corruptible e infructuosa labor de la América postguerra, Europa y Japón. La descripción es tal que explica casi textualmente el cambio en el comercio mundial y que un nuevo líder emergía en la industria de los bienes de consumo, Japón.
A pesar de la crítica política del álbum y las referencias específicas en otras canciones hacia figuras públicas de la época, el "John" del título no se refiere a ninguna persona en particular. Fue usado en el sentido coloquial británico, donde "John" puede usarse de la misma manera que "mate" ("compa" de "compañero"), "pal" (camarada) o "Guv" ("Jefe") para referirse hacia cualquier persona que esté hablando, en particular si uno no sabe el nombre del vocero. En la época, este uso de "John" en general hubiera sido particularmente asociado con trabajadores de cuello azul, quienes estaban siendo los más afectados por los cambios en la manufactura y el comercio mencionados en la canción.

## Video
El video musical esta conectado con el cortometraje The Final Cut (película) de 1983, al inicio del videoclip se ve a Alex Mcvoy cambiando de canal, cuando la pantalla ingresa a la televisión, se muestra un niño japonés caminando por una fábrica en búsqueda de un soldado. El niño se ve confrontado por trabajadores de la fábrica que juegan cartas y geishas para luego caer desde un andamio y morir, y es descubierto por un veterano de guerra de la Segunda Guerra Mundial (interpretado por Alex McAvoy, quien también interpretó al director de la escuela en Pink Floyd: The Wall).

## Composición
A diferencia de la mayoría de las canciones de The Final Cut, "Not Now John" tiene un aumento en el tiempo, durante casi toda su duración. Gilmour y Waters se reparten la tarea vocal, de manera similar a la canción "Comfortably Numb" de The Wall, y representan diferentes "personajes" o puntos de vista - Gilmour es el laico egoísta (egoísta e ignorante, demostrando que ambas no se pueden separar) y Waters es el intelectual, observador responsable de los peligros del mundo. Por otro lado, Waters canta versos asociados con el personaje de Gilmour cerca del final de la canción. Durante las fases demo del álbum, la canción era cantada completa por Roger Waters. Como todas las canciones de The Final Cut, "Not Now John" fue escrita y compuesta en su totalidad por Roger Waters. Siendo ésta también la única en la que Waters no es el único cantante.

## Sencillo
"Not Now John" fue lanzada como sencillo el 3 de abril de 1983 en el Reino Unido y en Estados Unidos. La frase "fuck all that" ("a la mierda todo eso"), la frase inicial de la canción que se repite varias veces en otros versos, fueron cambiadas por "stuff all that" ("cosa a todo eso") por Gilmour y las segundas vocalistas.
"The Hero's Return" fue lanzada como el lado B, incluyendo un verso adicional no incluido en el álbum. Una versión en maxisencillo fue lanzada en el Reino Unido, incluyendo las dos canciones de 7" en el lado 1 y la versión del álbum de "Not Now John" en el lado 2. El sencillo llegó al Nº 30 en el Reino Unido y Nº 7 en las listas de rock "Top Tracks" de EE. UU..
1. "Not Now John" (versión single) - 4:12
2. "The Hero's Return (Partes 1 y 2)" - 2:32
3. "Not Now John" (versión del álbum) - 4.56 (single de 12" solamente)

## Personal
Pink Floyd
- Roger Waters - segunda voz, grabaciones, sintetizador
- David Gilmour - voz solista, bajo eléctrico, guitarras
- Nick Mason - batería

Músicos adicionales:
- Andy Bown - órgano Hammond
- Doreen Chanter - Coros
- Irene Chanter - Coros